# Couratari tauari
Couratari tauari är en tvåhjärtbladig växtart som beskrevs av Otto Karl Berg. Couratari tauari ingår i släktet Couratari, och familjen Lecythidaceae. IUCN kategoriserar arten globalt som sårbar. Inga underarter finns listade i Catalogue of Life.